# قربانعلی آهی
قربانعلی آهی‌زاده (۱۵ بهمن ۱۲۶۲، تهران– ۱۹ مرداد ۱۳۲۵) دیپلمات و دولتمرد ایرانی بود. وی دو دوره ریاست وزارت دادگستری و یک دوره ریاست وزارت راه و وزارت اقتصاد ملی را بر عهده داشت. آهی به زبان انگلیسی و روسی تسلط داشت.

## خانواده و تحصیلات
آهی از یک خانوادهٔ سیاستمدار در تهران به دنیا آمد. پدرش آقا نصرالله خان (خان دروازه شمیران) در ناحیه دو دولت مقابل پارک امین الدوله، سفیر کبیر سفارت ایران در روسیه بود. خودش نیز در سال ۱۲۸۶ خورشیدی برای ادامه تحصیل به مسکو رفت و در سال ۱۲۹۶ با لیسانس قضائی و حقوق بین‌الملل به تهران بازگشت. مدتی در مدرسه سیاسی به تدریس مشغول بود.
کارگزاران وزارت خارجه مسئولیت رسیدگی به امور حقوقی و قضائی اتباع بیگانه را به عهده داشتند. در ۲۶ خرداد ۱۳۰۲ که دکتر حکیم‌الدوله وزیر معارف شد، قربانعلی آهی را معاون خود کرد. مستشاری دیوان عالی کشور شغل بعدی وی بود.

## وزارت راه
وی در ۲۸ دی ۱۳۱۴ پس از آنکه علی منصور وزیر طرق (وزیر راه) مغضوب شد و تحت پیگرد قضائی قرار گرفت، جانشین او شد. در دوران وزارت او بود که خط آهن در سی‌ام بهمن ۱۳۱۵ به تهران رسید و این مناسبت در مراسم بزرگی گرامی داشته شد.
در مهر ۱۳۱۷ نام وزارت طرق و شوارع به وزارت راه تغییر یافت. در دی آن سال آهی از وزارت کناره گرفت و دلیل این کناره‌گیری، کسالت عنوان شد.
او در ۲۳ تیر ۱۳۱۹ به دولت بازگشت و در کابینه علی منصور وزارت دادگستری را عهده‌دار شد.
همچنین به دستور قربانعلی آهی، جاده دماوند در آن زمان و با نام خیابان دماوند در عصر حاضر به طرف شرق تهران و هتل روستای آبعلی ساخته شد.

## وزارت دادگستری
اقدام مهم آهی به عنوان وزیر دادگستری که اعتراض برانگیخت، به تصویب رساندن لایحه‌ای برای فروش زمین‌های کشاورزی وقفی در چهاردهم اردیبهشت ۱۳۲۰ بود. بنابر این قانون دولت بجز املاکی که تولیت آن‌ها با شاه عصر است، مانند آستان قدس و املاکی که وقف بر آستانه رضوی و مسجد گوهرشاد و آستانه قم و حضرت عبدالعظیم و شاه چراغ و شاه نعمت‌الله والی یا بیمارستان‌ها شده‌اند، همه زمین‌های کشاورزی وقف عام را می‌فروخت تا هزینه «تأسیسات خیریه و اجتماعی» (مانند بیمارستان‌ها و آموزشگاه‌ها) کند، موقوفات خاصه نیز در حکم املاک شخصی به‌شمار می‌رفت و متولیانشان حق فروش آنها را پیدا کردند.
پس از کناره‌گیری رضاشاه از سلطنت، همان نمایندگانی که به این قانون رأی داده بودند به آن اعتراض کردند و ۵۹ نماینده به سخنگویی سهام‌السطان بیات در ششم مهر ۱۳۲۰ طرحی برای لغو آن در دستور کار مجلس گذاشتند.
پس از اشغال ایران در شهریور ۱۳۲۰ که به نخست‌وزیری محمدعلی فروغی و کناره‌گیری رضا شاه از سلطنت انجامید، آقای فروغی، آهی را در وزارت دادگستری ابقا کرد. به سبب بیماری فروغی، آهی نقش سخنگوی دولت را ایفا می‌کرد و به نمایندگی از فروغی کابینه و برنامه او را در مجلس معرفی کرد و رأی اعتماد گرفت. لوایح دولت را هم او به مجلس می‌برد و از آنها دفاع می‌کرد.
با اینکه محمدرضا شاه فرمانی صادر کرده و دستور آزادی محکومان سیاسی را داده بود، از آنجا که شماری از این محکومان با اتهاماتی غیرسیاسی محاکمه و زندانی شده بودند، آهی ناچار شد لایحه‌ای به مجلس ببرد تا هم امکان آزادی همه این محکومان را فراهم بیاورد. بنابر آماری که او اعلام کرد، مجموع این محکومان ۵۹۱ نفر بودند که ۴۳۸ نفرشان با دستور شاه آزاد شدند، محکومیت ۲۴۷ نفرشان بخشیده شده، ۱۹۱ نفرشان یک درجه تخفیف گرفته بودند و ۱۴۳ نفرشان تا شانزدهم مهر ۱۳۲۰ همچنان در زندان بودند.
در لایحه‌ای که آهی در ۲۴ مهر ۱۳۲۰ به تصویب مجلس رساند، علاوه بر آزادی این زندانیان، امکان اعاده دادرسی برای کسانی که به جرائم دیگری محکوم شده بودند و اعاده حیثیت از این محکومان نیز فراهم آمد.

## سفارت در شوروی
پس از فروغی، علی سهیلی هم آهی را در وزارت دادگستری ابقا کرد تا اینکه در سال ۱۳۲۱ آهی سفیر کبیر ایران در شوروی شد و تا سال ۱۳۲۵ در دوران جنگ جهانی دوم و مسائلی که میان ایران و شوروی بر سر تشکیل حکومت خودمختار آذربایجان با حمایت ارتش سرخ در آذربایجان ایران جریان داشت، در مسکو ماند و این آخرین سمت قربانعلی آهی بود.